# 1439 Vogtia
1439 Vogtia este o planetă minoră (asteroid), cu un diametru de 50,561 km, din centura de asteroizi. A fost descoperită pe 11 octombrie 1937 la Observatorul Königstuhl de Karl Wilhelm Reinmuth și a fost numită după Heinrich Vogt⁠(d). 
Obiectul prezintă o orbită caracterizată de o semiaxă mare de 4,0003732 UAi, o excentricitate de 0,118163, o înclinație de 4,2026 ° în raport cu ecliptica.